# مجموعه قلعه میر
مجموعه قلعه میر (بلاروسی: Мірскі замак) در شهر میر در بلاروس واقع شده‌است و در فهرست میراث جهانی یونسکو قرار دارد. این قلعه تاریخی که در ارتفاع ۱۶۴ متری از سطح دریا قرار دارد، توسط یک خانواده اصیل قدرتمند به نام خانواده Radziwill ساخته شد. این بنا از معدود ساختمان‌هایی است که از دوران مشترک‌المنافع لهستان–لیتوانی باقی مانده‌است.
مجموعه قلعه میر که در قرت ۱۶ میلادی ساخته شد، مانند یک دژ بزرگ و مستحکم با برج‌های بلند و یک حیاط بزرگ به نظر می‌رسد. قبلاً برای محافظت از آن در برابر دشمنان، خندقی پر از آب داشت. در حال حاضر، باغ زیبایی در اطراف قلعه وجود دارد.
در داخل این قلعه که سبک معماری گوتیک آجری بنا شده‌است، اتاق‌های زیادی وجود دارد. در قلعه مبلمان و تزیینات فانتزی موجود است که مدت‌ها پیش مورد استفاده قرار می‌گرفتند. برخی از اتاق‌ها نقاشی‌های بزرگی بر روی دیوار دارند که نشان می‌دهد زندگی در آن زمان چگونه بوده‌است. حتی می‌توان از بالای برج‌ها بالا رفت و به حومه شهر نگاه کرد.